# Ordre du Dragon d'Annam
L'ordre impérial du Dragon d'Annam est créé en 1884.

## Description
Il est créé par le ministre de la Marine et M. Jules Patenôtre lors du départ de ce dernier en 1884 pour une mission à Hué, dans le but de récompenser les services rendus au protectorat.
L'ordre est finalement institué à Hué le 14 mars 1886 par l'empereur Đồng Khánh, en accord avec le gouvernement français et en hommage à l'alliance avec la France. Il se nomme au départ « ordre impérial du Dragon d'Annam », le dragon étant la divinité tutélaire de la famille impériale, puis devient « ordre du Dragon d'Annam » par décret du 10 mai 1896.
L'ordre comporte cinq classes : grand-croix (Khôi kỳ long tinh ou Trác dị long tinh), grand officier (Chương hiền long tinh ou Thù huân long tinh), commandeur (Biểu đức long tinh ou Sinh năng long tinh), officier (Minh nghĩa long tinh ou Tưởng trung long tinh) et chevalier (Gia thiện long tinh ou Khuyến công long tinh).
Les rubans sont différents selon que l'ordre est conféré à des civils (vert à bords orange) ou à des militaires (blanc à bords orange, puis rouge à bords orange).
Cet ordre fait partie des ordres coloniaux français entre 1896 et 1950. Il est supprimé le 5 mai 1950, ainsi que tous les autres ordres coloniaux, à la suite de la proclamation l'indépendance du Viêt Nam par la France en 1949.

## Rubans

### Par le gouvernement français[2]
| Grand-croix    |
| Grand officier |
| Commandeur     |
| Officier       |
| Chevalier      |

### Par l’empereur d’Annam
| Chevalier                                                          |
| Ordre du Dragon d'Annam (1er type) - 1886-1896 pour les militaires |
| Ordre du Dragon d'Annam (1er type) - 1886-1896 pour les civils     |

## Récipiendaires célèbres
- Félix Éboué, grand officier ;
- Henri Berthelot (1887), officier ;
- Joseph Joffre (1888), officier ;
- Henry Vignaud (1830-1922), grand-croix en 1905 ;
- Jean Lucien Joseph Bourgoin ;
- Gustave Ferrié (1868-1932), grand-croix ;
- Marcel Bigeard, commandeur ;
- Raoul Salan, grand-croix ;
- Gustave Marchegay ;
- Raoul Magrin-Vernerey, grand-croix ;
- Edgard de Larminat, grand-croix.